# Carcerato (film 1981)
Carcerato è un film italiano del 1981 diretto da Alfonso Brescia.

## Trama
Francesco Improta è un onesto venditore ambulante di frutta e verdura che vive insieme all'anziana madre Assunta e alla figlia Fiorella. La moglie Lucia se n'è andata via di casa due anni prima, in quanto, pur di aiutare la famiglia, non ha esitato a concedersi al boss Peppino Ascalone, con cui è ora costretta a convivere. Francesco decide di riaccogliere la consorte per farla allontanare dall'amante: le telefona, ma la comunicazione viene interrotta da Peppino, che si vede rinfacciare da Lucia lo sdegno per lo stato in cui versa a causa sua. Per tutta risposta Ascalone la schiaffeggia, provocandone la fuga, prima di ricevere la visita di un altro boss, Nicola Esposito, che lo fredda con tre colpi di pistola per poi scappare. Proprio in quel momento Francesco entra nella villa, venendo quindi ritenuto erroneamente colpevole dell'omicidio di Ascalone: l'uomo viene condannato a quindici anni.
Rinchiuso in prigione, Francesco subisce le angherie del capo degli Agenti di Custodia, ma al contempo riceve la solidarietà dei suoi compagni di cella, nonché di Pasqualino e Ciccio, due imbranati malviventi del suo quartiere. Dopo qualche tempo, Francesco riceve la visita di Assunta, sempre più debilitata: la madre gli rivela le speranze di un'assoluzione in appello, ma gli ricorda altresì che manca poco alla prima comunione di Fiorella, prevista per Pasqua. Prima di venire arrestato, infatti, Francesco ha promesso alla figlia di cantarle l'Ave Maria in chiesa durante la cerimonia.
Alcuni giorni dopo, Nicola Esposito si fa tradurre a Procida. Il boss, rispettato e temuto anche dagli stessi Agenti, sa della presunta colpevolezza di Francesco dell'omicidio da lui stesso commesso, e cerca di fare amicizia con lui, ricevendone un'accoglienza irrispettosa. Cinque giorni prima di Pasqua, smanioso per l'imminente prima comunione della figlia, Francesco protesta vivamente con gli Agenti, chiedendo di uscire. Esposito decide di sfruttare la circostanza per attuare il suo piano: uccidere Francesco, in modo da lavare l'offesa. Il boss lo convince a fuggire la vigilia di Pasqua: ma Francesco viene avvertito della trappola, e quando è sulla soglia, costringe Esposito ad uscire per primo: l'uomo, scambiato dagli Agenti  per Francesco, viene crivellato e ridotto in fin di vita. Francesco riesce a fuggire, ma viene riconosciuto e ferito alla spalla.
Tornato sulla terraferma, Francesco trova Assunta inferma a letto, raccontandole di essere stato liberato. Salvata la madre appena in tempo e malgrado sia sanguinante, riesce a recarsi in chiesa e a esaudire il desiderio di Fiorella, cantandole l'Ave Maria. Presente alla cerimonia c'è anche Lucia, impetrando alla Madonna la grazia di poter tornare con la sua famiglia. Riconosciuta la sua buona fede, Francesco decide di perdonare la moglie, e insieme i due riabbracciano la figlia. All'uscita dalla chiesa vi è il commissario di polizia. Francesco crede di dover tornare in galera, il dirigente invece è giunto per rivelargli la sua innocenza: in punto di morte Esposito ha infatti confessato a Pasqualino e Ciccio di aver ucciso Ascalone. La famiglia Improta può così felicemente ricongiungersi.

## Colonna sonora

### Tracce
1. Carcere (Bovio, Albano) – recitata da Mario Merola
2. Napoli canta Napoli (Mallozzi, Alfieri) – cantata da Mario Merola
3. Carcerato (G. Pisano, G. Cioffi) – cantata da Mario Merola
4. Fronna 'e limone (Mallozzi, Alfieri) – cantata da Mario Merola
5. Ave Maria (Schubert, Alfieri, Mallozzi) – cantata da Mario Merola